# Kabinett Georgios Rallis
Das Kabinett Georgios Rallis wurde am 10. Mai 1980 in Griechenland durch Georgios Rallis gebildet, nachdem der bisherige Ministerpräsident Konstantinos Karamanlis zum Staatspräsidenten gewählt worden war. Das Kabinett bestand bis zum 21. Oktober 1981 und wurde dann durch das erste Kabinett von Andreas Papandreou abgelöst. 
Bei der Parlamentswahl vom 18. Oktober 1981 hatte die Nea Dimokratia (ND) von Rallis eine Niederlage erlitten und nur noch 35,9 Prozent der Wählerstimmen erhalten sowie 115 der 300 Sitze im Parlament. Als Wahlsieger ging die sozialdemokratische Panellinio Sosialistiko Kinima (PASOK) Papandreous hervor, auf die 48,1 Prozent entfielen und die die Zahl ihrer Abgeordneten um 79 Sitze auf 172 Mandate verbessern konnte. 

## Minister
| Ministeramt                                     | Amtszeit                                    | Minister                                             | Lebensdaten                        |
| ----------------------------------------------- | ------------------------------------------- | ---------------------------------------------------- | ---------------------------------- |
| Ministerpräsident (Präsident des Ministerrates) | 10. Mai 1980                                | Georgios Rallis                                      | * 1918 † 2006                      |
| Vizepräsident des Ministerrates                 | 10. Mai 1980                                | Konstantinos Papakonstantinou                        | * 1907 † 1989                      |
| Auswärtiges                                     | 10. Mai 1980                                | Konstantinos Mitsotakis                              | * 1918 † 2017                      |
| Nationale Verteidigung                          | 10. Mai 1980                                | Evangelos Averoff-Tossizza                           | * 1910 † 1990                      |
| Inneres                                         | 10. Mai 1980 17. September 1981             | Christoforos Stratos Georgios Daskalakis             | * 1924 † 1982 * 1912 † 1994        |
| Finanzen                                        | 10. Mai 1980                                | Miltiadis Evert                                      | * 1939 † 2011                      |
| Justiz                                          | 10. Mai 1980 17. September 1981             | Georgios Stamatis Solon Rangas                       | * 1915 † 1986 * 1912 † ????        |
| Koordination                                    | 10. Mai 1980 11. Oktober 1980 29. Juni 1981 | Ioannis Boutos Georgios Rallis Ioannis Palaiokrassas | * 1925 † 2004 * 1918 † 2006 * 1934 |
| Minister beim Präsidenten der Regierung         | 10. Mai 1980                                | Konstantinos Stefanopoulos                           | * 1926 † 2016                      |
| Raumplanung, Wohnungsbau und Umwelt             | 10. Mai 1980                                | Georgios Plytas                                      | * 1910 † 1997                      |
| Öffentliche Arbeiten                            | 10. Mai 1980                                | Tzannis Tzannetakis                                  | * 1927 † 2010                      |
| Nationale Bildung und religiöse Angelegenheiten | 10. Mai 1980                                | Athanasios Taliadouros                               | * 1918 † 1999                      |
| Kommunikation                                   | 10. Mai 1980                                | Georgios Panagiotopoulos                             | * 1930                             |
| Arbeit                                          | 10. Mai 1980                                | Konstantinos Laskaris                                | * 1918 † 1989                      |
| Soziale Dienste                                 | 10. Mai 1980                                | Spyridon Doxiadis                                    | * 1917 † 1991                      |
| Landwirtschaft                                  | 10. Mai 1980                                | Athanasios Kanellopoulos                             | * 1923 † 1994                      |
| Öffentliche Ordnung                             | 10. Mai 1980 17. September 1981             | Dimitrios Davakis Ioannis Katsadimas                 | * 1909 † 1989 * 1910 † 2011        |
| Kultur und Wissenschaft                         | 10. Mai 1980                                | Andreas Andrianopoulos                               | * 1945                             |
| Industrie und Energie                           | 10. Mai 1980                                | Stefanos Manos                                       | * 1939                             |
| Handelsmarine                                   | 10. Mai 1980                                | Ioannis Phikioris                                    | * 1917 † 2014                      |
| Handel                                          | 10. Mai 1980 11. Oktober 1980               | Stavros Dimas Aristidis Kalantzakos                  | * 1941 * 1928                      |
| Nordgriechenland                                | 10. Mai 1980                                | Nikolaos Martis                                      | * 1915 † 2013                      |
| Minister ohne Geschäftsbereich                  | 10. Mai 1980                                | Konstantinos Papakonstantinou                        | * 1907 † 1989                      |
| Minister ohne Geschäftsbereich                  | 10. Mai 1980                                | Georgios Kontogeorgis                                | * 1912 † 2009                      |
| Minister ohne Geschäftsbereich                  | 10. Mai 1980                                | Ioannis Palaiokrassas                                | * 1934                             |
| Minister ohne Geschäftsbereich                  | 11. Oktober 1980                            | Stavros Dimas                                        | * 1941                             |